# Universidad de verano
Una Universidad de verano es un tipo de  curso de verano. Es una forma de educación superior que se da en el periodo de vacaciones de verano, y que al no destinar sus cursos a la obtención de licenciaturas, grados, doctorados u otras titulaciones, permite una mayor flexibilidad.
El concepto aparece en España en 1932, como una de las derivaciones de la Institución Libre de Enseñanza, con la creación de la Universidad Internacional de Verano de Santander (posteriormente denominada Universidad Internacional Menéndez Pelayo -UIMP-)
Los Cursos de Verano de Darmstadt, musicales, aparecieron en 1946.
Muchas universidades celebran sus propios cursos de verano.

## Otras universidades de verano
- Universidad Catalana de Verano (Universitat Catalana d'Estiu -UCE-)
- Universidad Progresista de Verano de Cataluña
- Universidad Internacional de la Paz

- Datos: Q7637469